# Osiedle Pomet
Osiedle Pomet – osiedle mieszkaniowe w Poznaniu, zlokalizowane na osiedlu Warszawskim, Komandorii, Nadolniku i Darzyborze. Budynki osiedla umieszczone są w widłach ulic Warszawskiej i Krańcowej, obok Zakładów Pomet, a także przy ulicach: Konarskiego, Nadolniku i Darzyborskiej.

## Architektura
Osiedle Pomet składa się z czterech części: Osiedle Pomet I, Osiedle Pomet II i Osiedle Pomet III oraz Osiedle Pomet IV.
Osiedle Pomet I – jeden pięciokondygnacyjny budynek mieszkalny przy ulicy Darzyborskiej 1-7 na Darzyborze;
Osiedle Pomet II – jeden blok mieszkalny przy ulicy Nadolnik 2-3 na Głównej;
Osiedle Pomet III – jeden czterokondygnacyjny budynek mieszkalny przy ulicy Konarskiego 28-34 na Komandorii;
Osiedle Pomet IV – trzy pięciokondygnacyjne bloki mieszkalne (ulica Warszawska 75-79, 81-85, 87-91), gmach użyteczności publicznej (ulica Warszawska 93-95), a również cztery jedenastokondygnacyjne wysokościowce (ulica Krańcowa 48, 50, 52, 54) i budynek administracyjny (ul. Krańcowa 50), plac sportowy na osiedlu Warszawskim.
Osiedle należy do Spółdzielni Osiedle Młodych, zarządzającej wielkim kompleksem zabudowy mieszkaniowej na Ratajach, Żegrzu i Chartowie.

## Historia
W latach 60. XX w. doszło do połączenia kilku działających na terenie Poznania spółdzielni mieszkaniowych, m.in. Osiedla Młodych i Robotniczej Spółdzielni Mieszkaniowej „Pomet”, związanej z tymi zakładami metalurgicznymi. Integracja ta miała charakter odgórny, partyjny. Przy ul. Krańcowej oddano już wtedy do użytku blok nr 54, natomiast nr 52 posiadał już gotowe fundamenty. Stopniowo, już pod zarządem Osiedla Młodych, oddawano do użytku kolejne mieszkania i budynki. Z uwagi na wspólną pracę w zakładach Pomet mieszkańcy stanowili dość zintegrowaną społeczność. Zebrania porządkowe odbywały się na klatkach schodowych, podobnie, jak pokazywano to w serialu Alternatywy 4.
Do 1990 r. osiedle było częścią dzielnicy Nowe Miasto. Od 1993 r. osiedle Pomet współtworzyło jednostkę pomocniczą miasta „Osiedle Warszawskie”. W 2001 r. osiedle mieszkaniowe wraz z Komandorią wydzieliło się z jako nowa jednostka pomocnicza „Osiedle Komandoria-Pomet”. W 2011 r. w wyniku reformy jednostek połączono tę jednostkę w Osiedle Warszawskie-Pomet-Maltańskie.

## Komunikacja
Dojazd do osiedla Pomet IV zapewniają tramwaje MPK Poznań linii 6 i 8, do przystanku Termalna (dawniej Novotel i Termy) lub Krańcowa, a także autobusy MPK Poznań linii 184 i ZGK Swarzędz linii 401, 405, 406, 407 do przystanku Termalna.
W nocy komunikację zapewniają autobusy MPK Poznań linii 213 i 223 do przystanku Termalna.